# Atheta caribou
Atheta caribou är en skalbaggsart som först beskrevs av Lohse in Lohse, Klimaszewski och Ales Smetana 1990.  Atheta caribou ingår i släktet Atheta och familjen kortvingar. Inga underarter finns listade i Catalogue of Life.